# Emmanuel Sabbi
Emmanuel Sabbi, né le 24 décembre 1997 à Vicence en Italie, est un joueur international américain de football qui évolue au poste d'ailier droit au Whitecaps de Vancouver.

## Biographie

### Carrière en club

#### Débuts aux États-Unis
Né à Vicence en Italie de parents ghanéens,, Emmanuel Sabbi et sa famille s'installent à Colombus dans l'Ohio, où il grandit. Il commence à pratiquer au Blast FC, une académie de football située près de chez lui, à Wersterville. Il s'engage ensuite à l'Ohio Premier, avec qui il remporte l'US Youth Soccer National Championships en 2014, terminant meilleur buteur et MVP de la compétition. Il dispute deux saisons avec le Chicago Magic et est pressenti pour poursuivre son apprentissage à l'université d'Akron, mais il s'envole finalement pour l'Europe. 

#### Arrivée en Europe et débuts professionnels au Danemark
Emmanuel Sabbi joue durant une saison avec les équipes de jeunes l'UD Las Palmas, club espagnol qu'il rejoint en 2016,. Le 25 août 2017, Sabbi rejoint le Danemark pour s'engager trois ans avec l'Hobro IK. C'est avec ce club qu'il fait ses débuts en professionnel, le 17 septembre suivant face au FC Midtjylland.
Sabbi marque son premier but pour Hobro le 1er avril 2018, lors d'une rencontre de championnat face à l'AGF Aarhus. Titulaire, il ouvre le score, mais son équipe est battue par trois buts à un. Le 11 août 2018, il inscrit son premier doublé en championnat, lors de la réception de l'Odense BK, permettant à son équipe de l'emporter trois buts à deux. Il marque huit fois en championnat cette saison-là, puis à sept reprises la saison suivante. Courtisé par le Dynamo Dresde, le FC Midtjylland, Brøndby IF ou encore le Beşiktaş, Emmanuel Sabbi rejoint librement l'OB Odense à l'été 2020 alors que l'accord était conclu depuis quelques mois.
À Odense, Sabbi reste performant devant le but avec six réalisations dès la première année. Lors de la saison 2021-2022, avec quatre buts inscrits en huit matchs de coupe du Danemark, il aide grandement son équipe à atteindre la finale du tournoi, perdue face à Midtjylland aux tirs au but. Sa dernière saison à Odense est statistiquement la plus aboutie, avec huit buts et cinq passes décisives décomptés en seulement dix-neuf rencontres.

#### Découverte de la Ligue 1 avec Le Havre
Le 10 août 2023, Emmanuel Sabbi s'engage pour quatre ans en faveur du Havre AC, promu en Ligue 1. Le 16 décembre suivant, il inscrit ses deux premiers buts en championnat face à l'OGC Nice, alors deuxième du classement (3-1). Il clôt sa première saison en France avec trente matchs disputés pour cinq buts inscrits, terminant co-meilleur du club et participant activement à son maintien en Ligue 1. 
La saison suivante est plus difficile : Luka Elsner est remplacé par Didier Digard, qui l'utilise moins que son prédécesseur. Il dispute seize rencontres sur la mi-saison, dont sept en tant que titulaire, pour aucun but marqué,. Des rumeurs de départ vers la MLS apparaîssent en fin de mercato hivernal.  

#### Retour en Amérique du Nord
Le 11 février 2025, le franchise canadienne des Vancouver Whitecaps annonce l'arrivée d'Emmanuel Sabbi jusqu'en 2027 plus une année en option.

### Carrière internationale
Emmanuel Sabbi est éligible pour représenter le Ghana, l'Italie ou les États-Unis,. Il choisit de porter les couleurs américaines avec les équipes de jeunes.
Avec l'équipe des États-Unis des moins de 20 ans, il inscrit deux buts en 2015, contre l'Écosse et le Mexique. Il participe ensuite au championnat de la CONCACAF des moins de 20 ans en 2017. Lors de cette compétition organisée au Costa Rica, il joue trois matchs. Il se met en évidence en inscrivant un but contre le Salvador. Les États-Unis remportent le tournoi en battant le Honduras en finale, après une séance de tirs au but. Il dispute ensuite quelques semaines plus tard la Coupe du monde des moins de 20 ans qui se déroule en Corée du Sud. Lors du mondial junior, il prend part à deux matchs. Les États-Unis s'inclinent en quart de finale face au Venezuela, après prolongation,.
Il est par la suite appelé pour participer au camp d'entraînement des Yanks par Anthony Hudson le 18 janvier 2023,,. Le 28 janvier suivant, il honore sa première sélection — entré au jeu en seconde mi-temps — contre la Colombie, lors d'un match amical. La rencontre se solde par un match nul et vierge,.

## Statistiques

### Statistiques détaillées
| Saison                | Club                  | Championnat           | Championnat | Championnat | Championnat | Coupe(s) nationale(s) | Coupe(s) nationale(s) | Coupe(s) nationale(s) | États-Unis | États-Unis | États-Unis | Total | Total | Total |
| Saison                | Club                  | Division              | M.          | B.          | P.d.        | M.                    | B.                    | P.d.                  | M.         | B.         | P.d.       | M.    | B.    | P.d.  |
| 2017-2018             | Hobro IK              | Superligaen           | 17          | 1           | 0           | 3                     | 0                     | 1                     | -          | -          | -          | 20    | 1     | 1     |
| 2018-2019             | Hobro IK              | Superligaen           | 31          | 8           | 4           | -                     | -                     | -                     | -          | -          | -          | 31    | 8     | 4     |
| 2019-2020             | Hobro IK              | Superligaen           | 29          | 7           | 2           | 1                     | 0                     | 0                     | -          | -          | -          | 30    | 7     | 2     |
| Sous-total            | Sous-total            | Sous-total            | 77          | 16          | 6           | 4                     | 0                     | 1                     | -          | -          | -          | 81    | 16    | 7     |
| 2020-2021             | Odense BK             | Superligaen           | 29          | 5           | 3           | 3                     | 1                     | 1                     | -          | -          | -          | 32    | 6     | 4     |
| 2021-2022             | Odense BK             | Superligaen           | 30          | 3           | 4           | 8                     | 4                     | 1                     | -          | -          | -          | 38    | 7     | 5     |
| 2022-2023             | Odense BK             | Superligaen           | 19          | 8           | 5           | -                     | -                     | -                     | 1          | 0          | 0          | 20    | 8     | 5     |
| Sous-total            | Sous-total            | Sous-total            | 78          | 16          | 12          | 11                    | 5                     | 2                     | 1          | 0          | 0          | 90    | 21    | 14    |
| 2023-2024             | Le Havre AC           | Ligue 1               | 30          | 5           | 1           | 3                     | 0                     | 0                     | -          | -          | -          | 33    | 5     | 1     |
| 2024-2025             | Le Havre AC           | Ligue 1               | 15          | 0           | 0           | 1                     | 0                     | 0                     | -          | -          | -          | 16    | 0     | 0     |
| Sous-total            | Sous-total            | Sous-total            | 45          | 5           | 1           | 4                     | 0                     | 0                     | -          | -          | -          | 49    | 5     | 1     |
| 2025                  | Vancouver Whitecaps   | MLS                   | -           | -           | -           | -                     | -                     | -                     | -          | -          | -          | 0     | 0     | 0     |
| Total sur la carrière | Total sur la carrière | Total sur la carrière | 200         | 37          | 19          | 19                    | 5                     | 3                     | 1          | 0          | 0          | 220   | 42    | 22    |

### Liste des matchs internationaux
|    | Date            | Lieu                                           | Adversaire | Résultat | Compétition  | Notes                                                           |
| -- | --------------- | ---------------------------------------------- | ---------- | -------- | ------------ | --------------------------------------------------------------- |
| 1. | 29 janvier 2023 | Dignity Health Sports Park, Carson, États-Unis | Colombie   | 0 - 0    | Match amical | Entre en jeu à la place de Paul Arriola à la 65e minute de jeu. |

## Palmarès
États-Unis -20 ans
- Championnat de la CONCACAF -20 ans (1) :
  - Vainqueur : 2017.